# Eunice Kazembe

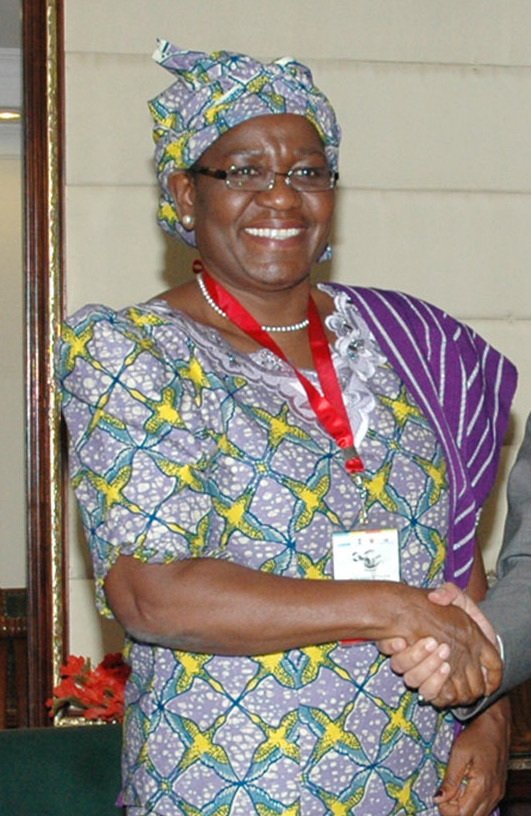
Eunice Kazembe in Neu-Delhi, 15. März 2010.

Eunice Kazembe (geb. 1952; gest. 28. Oktober 2013) war eine malawische Politikerin. Sie war 2009 Minister of Industry and Trade im Kabinett.

## Leben
Eunice Kazembe wurde 1952 geboren. Sie erwarb einen Bachelor of Commerce  an der Carleton University, Ottawa, und einen Master in Business Administration an der Indiana University.
Sie arbeitete zeitweise als General Manager der Agricultural Development and Marketing Corporation (Malawi) und diente als Botschafterin in der Republik China (Taiwan).
Kazembe war Chef-Beraterin (Chief Advisor) des Präsidenten zu Urbaner Entwicklung von 2005 bis 2009.
Sie ist Treuhänderin und Mitbegründerin des Chisomo Children’s Club.

### Politik
Kazembe wurde im Mai 2009 als Kandidatin der Democratic Progressive Party (DPP) für Chiradzulu South in die Nationalversammlung gewählt.
Sie diente als Ministerin für Handel und Industrie, sowie als Ministerin für Minen, Energie und Natürliche Ressourcen seit 2009 und behielt das Amt auch nach einer Kabinettsumbildung am 9. August 2010.
Am 26. April 2012 benannte Präsidentin Joyce Banda ihr neues Kabinett. Kazembe wurde darin Bildungsministerin.

## Tod
Kazembe verstarb am 23. Oktober 2013 an einem Schlaganfall.